# Bill Nighy
William Francis "Bill" Nighy (udtalt /ˈnaɪ/; født 12. december 1949) er en Golden Globe- og BAFTA-vindende engelsk skuespiller. Han arbejdede på teater og fjernsyn, før han fik sin første
filmrolle i 1981. Han er måske bedst kendt for sine roller i internationale film som Love Actually, Shaun of the Dead, Notes on a Scandal, Underworld og Pirates of the Caribbean.

## Udvalgt filmografi
- Love Actually (2003)
- Underworld (2003)
- The Constant Gardener (2005)
- The Girl in the Café (2005)
- Skyllet væk (2006)
- Underworld: Evolution (2006)
- Pirates of the Caribbean: Død mands kiste (2006)
- Stormbreaker (2006)
- Pirates of the Caribbean: Ved verdens ende (2007)
- Hot Fuzz (2007)
- Operation Valkyrie (2008)
- Underworld: Rise of the Lycans (2009)
- The Boat That Rocked (2009)
- Harry Potter og Dødsregalierne - del 1 (2010)
- Rango (2011)
- The Best Exotic Marigold Hotel (2012)
- Wrath of the Titans (2012)
- Total Recall (2012)
- I, Frankenstein (2014)
- Pride (2014)
- The Second Best Exotic Marigold Hotel (2015)
- The Kindness of Strangers (2019)